# Україна, маски революції
«Украї́на, ма́ски револю́ції» (фр. Ukraine, les masques de la révolution) — документальний фільм французького режисера лівої орієнтації Поля Морейра, розкритикований за тенденційність і неправдивість; використаний російською владою у пропагандистських цілях. Трансляція фільму відбулася 1 лютого 2016 року на Canal+, попри те, що посольство України у Франції звернулося до каналу з проханням зняти стрічку з ефіру, як таку, яка «дає глядачеві помилкове уявлення про ситуацію в Україні» та «ображає пам'ять про українців, загиблих за свободу і незалежність своєї країни від диктату Росії». У фільмі показано події під час Революції гідності в Україні; значну увагу приділено пожежі в одеському Будинку профспілок під час подій 2-го травня 2014 року. За версією автора стрічки за подіями на Євромайдані в Україні стоять сили, що діють в інтересах США, і які використовують для досягнення своїх цілей українські ультраправі угруповання. Фільм спричинив велику дискусію серед французьких експертів, журналістів та істориків. Фільм визнан заказним проектом проросійського політика у 2017 році.

## Створення
Сам режисер Поль Морейра стверджував, що його стрічка є «спеціальним розслідуванням». До створення фільму його спонукала «невідповідність між ентузіазмом ЗМІ з приводу революції і низкою тривожних сигналів» та мізерне освітлення європейськими ЗМІ одеської трагедії у Будинку Профспілок. Режисер стверджує, що до його фільму факт загибелі 45 осіб в Одесі був невідомий. Сам Поль Морейра відвідував Україну набагато пізніше після висвітлених у фільмі подій.

## Ефіри
Трансляція стрічки відбулася ввечері 1 лютого 2016 року о 23:30 за Києвом на приватному телеканалі Canal+ в рамках програми Special Investigation ("Спеціальне розслідування, сам вечірній ефір є платним і доступний користувачам тільки за передплатою, при цьому число передплатників обмежено 300 000 тисячами. Тривалість фільму склала 52 хвилини. 8 лютого 2016 року відбулася повторна трансляція. Втретє показ стрічки було заплановано на 14 лютого.
21 лютого 2016, фільм показав польський телеканал TVN24 у програмі «Ева Еварт радить: Документальне кіно на TVN24». Перед ефіром ведуча програми Ева Еварт згадала про другу річницю трагічних подій на Майдані зазначивши, що пропонований документальний фільм є «спірним». Реакція багатьох польських діячів на стрічку була негативною .

## Сюжет
В ході фільму Морейра бере інтерв'ю в учасників Полку «Азов» (який було сформовано як добровольчий батальйон у травні 2014 року), політичної партії Всеукраїнське об'єднання «Свобода» і праворадикального руху «Правий сектор», які за версією Морейри, були головною політичною силою української революції. Також увагу приділено подіям 2 травня 2014 року в Одесі, винними в яких Морейра називає учасників і прибічників «Правого сектора», незважаючи на те, що результатів розслідування подій в Одесі ще немає. Крім того автор розслідує роль США у подіях в Україні наприкінці 2013 — початку 2014 років.
Морейра приходить до висновку, що під час Євромайдану фактично стався ультраправий переворот, здійснений за підтримки націоналістичних угруповань пронацистського спрямування, які відтоді диктують політику новій владі країни. У фільму також стверджується, що російськомовні мешканці Україні прирівнюються до людей другого сорту через закон, що начебто забороняє говорити в країні російською.

## Критика
В день показу фільму українське посольство в Парижі назвало його «дезінформацією» і попросило керівництво Canal+ зняти стрічку з ефіру, але прохання задоволене не було. Український посол Олег Шамшур заявив, що точка зору авторів «Масок революції» помилкова, і тому документальна стрічка не може вважатися журналістським розслідуванням. Він назвав фільм «потужною пропагандистською зброєю».
Фільм викликав обурення української громадськості. На сайті громадської ініціативи Avaaz.org з'явилася петиція з проханням не допустити показу 52-хвилинного репортажу, що «вихваляє тоталітарний російський режим і чорнить Україну». Вдень 2 лютого під петицією було 1400 голосів на підтримку, хоча стрічка вже вийшла в телеефір. Харківська правозахисна група у своєму зверненні вказувала на використання «свідомо неправдивої» інформації у фільмі, а також відсутність інтересу у Морейри до дій антимайданівців під час подій 2 травня в Одесі, які багато в чому стали причиною зіткнень. Українська комісія з журналістської етики (КЖЕ) оголосила про намір подати скаргу на «Canal+» до Альянсу незалежних прес-спілок Європи з проханням розглянути і дати належну оцінку сюжету «Масок революції» відповідно до норм професійної етики журналіста, дій журналіста і редактора, які готували і ухвалювали рішення про показ фільму.
Стрічку розкритикували у багатьох впливових медіа Франції, зокрема «Liberation», «Le Nouvel Observateur», «Le Monde», «Mediapart», котрі розмістили критичні рецензії на фільм, звинувативши Поля Морейру в порушенні журналістських принципів і пересмикуванні фактів на догоду Кремлю. 3 лютого 2016 року 18 французьких журналістів, що працюють в Україні, опублікували відкритого листа на адресу телеканалу «Canal+», в якому критикували фільм і режисера за погане знання цієї країни, «серії фактичних тверджень» і «монтажні маніпуляції» та відсутність розуміння складного питання російсько-українських відносин. Журналісти також вказали на викривлену подачу інформації про праві радикальні рухи в Україні, мовне питання та подвійне трактування анексії Криму.
Єлена Серветтаз, оглядач Міжнародного французького радіо (RFI), стверджує, що інтерес до фільму у французькому інтернеті виходить в основному від підозрілих акаунтів, що на її думку, нагадують відому «фабрику тролів».
До фільму пред'являлися наступні претензії:
1. невірна фактологія;
2. достовірність частини відео- та фотоматеріалів невідома;
3. однобокість;
4. замовчування істотних деталей;
5. маніпулювання й спотворення інформації.

5 лютого 2016 року французьке сатиричне видання Charlie Hebdo розмістило на своїй офіційній сторінці у Facebook публікацію, де з гострим гумором назвало Поля Морейру «новим корисним ідіотом», що з'явився у Франції, зокрема зазначивши:
|  | Це потрібно було наважитися: нічого не сказати про аншлюс Криму або гангрену війни, яку росіяни вели і продовжують вести на Донбасі. Коротко кажучи, велика робота, яка викликала інтерес Кремля, естафетна паличка, яка передається усіма його маленькими солдатами і ... Людством, яке розбирається в цих корисних ідіотах, породжуючи їх тисячами упродовж десятиліть. Оригінальний текст (англ.) Il fallait l'oser : rien n’est dit sur l'Anschluss de la Crimée ou la guerre de gangrène que les Russes ont menée et mènent encore dans le Donbass. Bref, du beau boulot, qui a suscité l'enthousiasme du Kremlin, relayé par tous ses petits soldats et par… L'Humanité, qui s'y connaît, en idiots utiles, pour en avoir fabriqué des milliers pendant des décennies. |

Стрічка викликала особливу увагу з боку російських державних телеканалів, які робили особливий наголос на її документальному характерові та, за їх твердженнями, викликаний нею широкий резонанс у французькому суспільстві. Французьке відділення російського іншомовного телеканалу RT на своєму сайті розміщувало позитивні відгуки на фільм. За оцінкою Радіо «Свобода», резонанс стрічки у Франції виявився набагато меншим, ніж у Росії. Фільм було дубльовано волонтерами російською мовою та викладено на відео-хостингу YouTube. 4 лютого фільм було видалено адміністрацією YouTube як такий, що «містить матеріали від партнера XMD1TV, який заблокував їх показ для захисту авторських прав»
Показ фільму 21 лютого 2016 польським телеканалом TVN24 викликав негативну реакцію багатьох польських діячів. Зокрема, відомий оглядач польського журналу Newsweek Міхал Кацевіч назвав фільм скандалом, наголосивши на тому, що стрічка є «особливо небезпечною для Польщі», оскільки «більшість поляків докладно не знає тих подій, а з огляду на нашу вразливість до теми українського націоналізму, фільм може зміцнити в поляках почуття і страху і загрози, які нібито походять із боку нової України». Посольство України в Польщі також відреагувало на показ фільму в країні. Зокрема, польському телеканалу TVN24, який показав стрічку, дипломати висловили своє розчарування і назвали таку дію керівництва телеканалу неповагою до багатомільйонного українського народу. За словами Надзвичайного і Повноважного посла України в Республіці Польща Андрія Дещиці керівництво TVN24 заявило, що трансляцією фільму «Україна: маски революції» надало можливість показати «іншу точку зору». В ефірі «5 каналу» 24 лютого 2016 року А. Дещиця наголосив, що для нього «як посла і навіть як громадянина України є неприйнятним таке трактування і таке пояснення, тому що можна представляти майданчик для дискусій тоді, коли на цьому майданчику представляється правда — об'єктивна інформація і реальні спогади учасників подій. А коли там з одного боку є правда, а з іншого боку — пропаганда, спеціально зроблена Росією, то тоді це не є майданчик для дискусій».

## Наслідки
Відразу після показу фільму французький Canal+ потрапив у складне фінансове становище. За три дні акції медіаконгломерату Vivendi SA, у який входить канал, впали майже на 9 %. У перший же день трансляції стрічки котирування акцій впали більш ніж на 5 %.
3 лютого 2016 року з'явилося повідомлення, що соціальна мережа Facebook заблокувала сторінку російського телеведучого Андрія Бочарова після того, як він опублікував на своїй сторінці посилання на фільм. За повідомленням самого актора, це сталося після великої кількості скарг на нього з боку інших користувачів.
5 лютого 2016 року народний депутат України Ігор Мосійчук повідомив на своїй сторінці у Facebook про своє депутатське звернення до голови Служби безпеки України Василя Грицака та міністра закордонних справ Павла Клімкіна «з вимогою негайно вжити заходів по забороні в'їзду на територію України автору українофобського фільму „Україна. Маски революції“ громадянину Франції Полю Морейру».